# Geometrický průměr
Geometrický průměr n nezáporných čísel {\displaystyle x_{1},x_{2},\dots ,x_{n}} je definován jako n-tá odmocnina jejich součinu:
{\displaystyle G(x_{1},x_{2},\dots ,x_{n})={\sqrt[{n}]{x_{1}\cdot x_{2}\dotsb x_{n}}}=\left(\prod _{i=1}^{n}x_{i}\right)^{\frac {1}{n}}}.
Geometrický průměr je hodnota, která udává v jistém smyslu typickou hodnotu souboru čísel tím, že nahrazuje hodnoty, co se týče jejich součinu.

## Příklad
Geometrický průměr se používá např. na koeficienty růstu pro výpočet průměrného tempa růstu: Pokud např. tempo růstu cen bylo postupně 20 %, 10 %, poté −15 % a +10 %, pak průměrný koeficient růstu je roven (1,20 · 1,10 · 0,85 · 1,10)1/4 ≅ 1,054, tzn. průměrné tempo růstu je přibližně 5,4 %. Toto číslo vyjadřuje, že výsledná cena by taková byla i v případě, že by tempo růstu bylo konstantní, každý rok 5,4 % (neboť 1,0544 ≅ 1,2 · 1,1 · 0,85 · 1,1).

## Vlastnosti
Geometrický průměr je vždy menší nebo rovný než aritmetický průměr. Rovnost nastane jedině, když jsou všechny průměrované hodnoty stejné – viz AG nerovnost. To mj. umožňuje definovat aritmeticko-geometrický průměr, který vždy leží mezi aritmetickým a geometrickým průměrem.
Geometrický průměr je (jako každý průměr) lineárně homogenní funkce (h. f. 1. stupně), tzn. že pro každé t>0 platí
{\displaystyle G(tx_{1},tx_{2},...,tx_{n})=tG(x_{1},x_{2},...,x_{n}).}
Logaritmus geometrického průměru kladných hodnot je roven aritmetickému průměru logaritmů:
{\displaystyle \ln G={\frac {1}{n}}\sum _{i=1}^{n}\ln x_{i}}
Logaritmy mohou mít libovolný základ, ale u všech hodnot stejný. To znamená, že geometrický průměr lze chápat jako zobecněný f-průměr s logaritmickou transformací např. f(x) = ln x:
{\displaystyle G=\exp \left({\frac {1}{n}}\sum _{i=1}^{n}\ln x_{i}\right).}
Tento způsob může být vhodnější pro numerické vyhodnocování počítačem, neboť mezivýpočty budou operovat s řádově nižšími hodnotami.